# Municipio de Ixhuacán de los Reyes
El municipio de Ixhuacán de los Reyes se encuentra ubicado en la zona centro montañosa del estado de Veracruz,  en la región llamada de la Capital. Es uno de los 212 municipios de la entidad. Está ubicado en las coordenadas 19°21” latitud norte y 97°07” longitud oeste, y cuenta con una altura de entre 800 y 3700 m s. n. m.. Su cabecera es la localidad de Ixhuacán de los Reyes.
El municipio lo conforman 31 localidades en las cuales habitan 9,933 personas. Es un municipio categorizado como Rural.

## Toponimia
El nombre original de Ixhuacán es el de Teo-izhua-can, que se compone de téotl. dios, izhualt, hoja; can, lugar; que significa "lugar de las divinas hojas del maíz". En 1580, según la Relación de Xalapa, firmada por Constantino Bravo de Lagunes, este pueblo fue encomendado a Francisco de Reynoso, por lo que también pudo haberse llamado Ixhuacán de Reynoso. Posteriormente se llamó Ixhuacán de San Diego, Ixhuacán de la Corona, y finalmente, Ixhuacán de los Reyes, en tributo a los Reyes Católicos. 

## Límites Políticos
Colinda al norte con los municipios de Ayahualulco y Xico; al este con los municipios de Xico, Teocelo, Ayahualulco, Cosautlán de Carvajal y Tlaltetela; al sur con el municipio de Tlaltetela y el estado de Puebla; al oeste con el estado de Puebla y el municipio de Ayahualulco. Su distancia aproximada por carretera a  Xalapa, capital del estado, es de 52 kilómetros. También se puede llegar por Perote, a una distancia aproximada de 40 kilómetros. Otra vía de acceso es por la carretera que comunica con algunos poblados del estado de Puebla, como son Patlanalan, Chilchotla Y Quimixtlan.

## Extensión territorial
El municipio tiene una extensión territorial de 114.33 km², cifra que representa el 0.16 por ciento del total del estado.

## Clima
Ixhuacán de los Reyes tiene un clima principalmente templado en extremo y con periodos largos de lluvias en verano y otoño.

## Festividades.
El municipio de  Ixhuacán de los Reyes  celebra su tradicional fiesta patronal en honor a los Reyes Magos el mes de enero, en los días 5 al 7. 
Otra de sus fiestas más representativas es la del 8 de noviembre, fecha en que conmemoran el hallazgo de la Imagen de la Virgen de los Remedios en el lugar conocido como El Agua Bendita. 
En la cabecera municipal también celebran las mayordomias de cada Barrio. Siendo la primera del año el 19 de marzo, en honor a San José. Posteriormente, en el mes de mayo celebran a la Virgen de la Luz. El 15 de agosto en el Barrio de La Purísima. 13 de noviembre en el Barrio San Diego y el 12 de diciembre en el Barrio de Guadalupe. 
El 19 de marzo también se celebra a San José en la Congregación de Barranca Grande.